# Philippe Auboyneau
Philippe Marie Joseph Raymond Auboyneau (Constantinopla, 17 de novembro de 1889 – Paris, 22 de fevereiro de 1961) foi um militar francês que esteve presente nas duas Guerras Mundiais.
Foi o segundo comandante da Marinha da França Livre.

## Segunda Guerra Mundial
À época do Armistício  era oficial de ligação a bordo do HMS Warspite e desempenhou importante papel nas delicadas negociações entre o Almirante Andrew Cunningham e o Almirante René-Émile Godfroy para o destino da Força X, tornando-se o principal arquiteto do compromisso firmado entre os dois almirantes, que decidiram sobre o status do esquadrão francês em Alexandria. Ele então viajou para Londres para se juntar às forças da França Livre, chegando em 20 de julho de 1940.
Ele foi enviado para comandar o contratorpedeiro francês Le Triomphant, que ele rearmou. Depois de várias missões no Atlântico, foi promovido a capitaine de vaisseau e comandante das forças navais da França Livre no Pacífico, com sua bandeira no Triomphant. Ele estava na Austrália na época da entrada do Japão na guerra e participou de várias operações no Pacífico Sul com a frota australiana, principalmente um ataque perto de uma base naval japonesa para evacuar as guarnições da Ilha Nauru e da Ilha Ocean.
Retornando a Londres em abril de 1942, ele foi nomeado comandante de todas as forças navais da França Livre e comissário nacional da marinha. Ele inspecionou unidades navais francesas na África Equatorial, Levante, Madagascar e Djibuti. No início da campanha no norte da África, ele foi nomeado chefe do estado-maior naval, depois major-general do comando civil e militar supremo do general Henri Giraud. Isso o tornou um dos principais arquitetos da fusão das forças navais da França Livre e da frota norte-africana da França de Vichy. Ele então deixou essa função para comandar a 3ª Divisão de Cruzadores, dirigindo-a para a Operação Dragão.em agosto de 1944. Em 1945, ele se tornou vice-almirante e foi colocado no comando das forças navais da França no Extremo Oriente, onde transportou e apoiou as tropas do general Leclerc no sul de Annam e liderou os desembarques em Tonkin.